# Ercole alla conquista di Atlantide
Ercole alla conquista di Atlantide is een Frans-Italiaanse film uit 1961. De film is een vervolg op Le Fatiche di Ercole uit 1958. De film werd geregisseerd door Vittorio Cottafavi.

## Verhaal
Hercules redt een vrouw van een verschrikkelijk monster, waarna ze hem meeneemt naar haar thuisstad Atlantis. Hier is ze echter ook niet veilig daar haar moeder, de koningin, haar wil laten doden vanwege een oude voorspelling. Hercules moet haar beschermen, en ontdekt tevens dat zijn zoon in Atlantis vast wordt gehouden.

## Rolverdeling
| Acteur               | Personage                   | Opmerkingen     |
| -------------------- | --------------------------- | --------------- |
| Reg Park             | Ercole (Hercules)           |                 |
| Fay Spain            | Koning Antinea van Atlantis |                 |
| Ettore Manni         | Koning Androcles van Thebes |                 |
| Luciano Marin        | Hylus, zoon van Hercules    |                 |
| Laura Efrikian       | Ismene, Antinea's dochter   | als Laura Altan |
| Enrico Maria Salerno | Koning van Megara           |                 |
| Ivo Garrani          | Koning van Megalia          |                 |
| Gian Maria Volontè   | Koning van Sparta           |                 |
| Mimmo Palmara        | Antinea's Grootvizier       |                 |
| Mario Petri          | Zantas, Priester van Uranus |                 |

## Achtergrond
De film staat ook bekend onder de titels Hercule à la conquête de l'Atlantide, Hercules Conquers Atlantis, Hercules and the Captive Women, Hercules and the Conquest of Atlantis, en Hercules and the Haunted Women.
Onder de titel “Hercules and the Captive Woman” werd de film bespot in de cultserie Mystery Science Theater 3000. Onder deze gaat ook de Amerikaanse versie van de film die in het publiek domein zit.